# BMP-1
BMP-1（ロシア語: БМП-1：ベエームペー・アヂーン）は、ソビエト連邦が初めて開発した歩兵戦闘車である。

## 概要
「BMP」とは「（ロシア語: БМП（Боевая Машина Пехоты、キリル文字をアルファベット表記するとBoyevaya Mashina Pekhoty）：バエヴァヤ・マシーナ・ピェホートゥィ」の頭文字をとったもので、ロシア語で「歩兵用戦闘車両」の意味である。
それまでの装甲輸送車両が輸送する歩兵を敵の砲火から防護するだけであったのに対し、積極的に戦闘に参加できる本車は非常に画期的であり、いわゆる「BMPショック」を西側諸国にもたらした。
1950年代末に西ドイツ、フランス両国が相次いで開発した先駆者たちと共に、BMP-1は"重武装の砲塔を搭載して戦闘に積極的に参加する能力を持ち、かつ輸送する歩兵にも乗車させたまま戦闘を行わせることができる"という「歩兵戦闘車（IFV：Infantry Fighting Vehicle/ICV：Infantry Combat Vehicle）」と呼ばれる、新たな装甲戦闘車両の分野を生み出すこととなった。

## 開発
ソ連地上軍は、機械化歩兵用にBTR-50を用いていたが、火力・防御力・機動力のいずれも劣っており、火力を強化した歩兵用の車両が求められていた。そこで、ソ連では1950年代の終わりから、各地のトラクター工場で各種の歩兵用装甲車が試作された。
1964年、チェリャビンスク・トラクター工場設計局ではP・P・イサコフを主任設計技師とした設計チームが新型車両の開発を始めた。最初に試作した「オブイェークト764」は、車体前部に300馬力のディーゼルエンジンを配置し、車体後部に兵員室を設けた。さらに、後方に延長したシャフトで兵員室床下のウォータージェットを駆動させ、水上浮行させることが可能であった。機関室の直後には操縦士と車長がややシフトした状態で座り、その後方に戦闘室、さらに後方に兵員室があり、8名の歩兵が座るようになっていた。「オブイェークト764」案は仮採用されたものの、兵員室が著しく狭いため、更なる改良型の設計が求められた。それを受けて開発された「オブイェークト765」は、ウォータージェットを廃した代わりに、キャタピラの駆動で浮行できるよう特殊なスカートを装備した。また、エンジンを車体前部右側に寄せ、左側に操縦席と車長席を配置することで、兵員室の容積を僅かながら拡大させることができた。
オブイェークト765は1966年に制式採用され、「BMP-1」の制式名称が与えられた。

## 設計

### 武装
BMP-1の最大の特徴は、装甲兵員輸送車に比べ、歩兵支援のための強力な攻撃能力を有することであった。
主砲の73mm低圧滑腔砲2A28はSPG-9無反動砲と同型で、最大射程は1,000m。少量の装薬で発射された後にロケットブースターで加速される榴弾（HE）および装甲貫徹力400mmの対戦車榴弾（HEAT）が用いられた。ただし、無反動砲と砲塔に搭載する車載砲の違いから、薬莢の形状が異なるため、直接的な意味での弾薬の互換性は無い。装填は自動で行われ、砲塔バスケットに40発の砲弾が格納される。もう一つの主兵装として、主砲基部に9M14 マリョートカ（NATOコードネーム：AT-3 サガー）対戦車ミサイルの発射レールを装備している。ミサイルの飛翔体は、砲塔に2発、兵員室に2発を格納しており、砲塔上のハッチから装填が可能である。9M14の最大射程は500-3,000m。
さらに、副武装として主砲同軸に7.62mm機関銃PKTを装備した。2,000発の銃弾が1条のベルトリンクに結合されて格納される。なお、砲塔と主砲・機関銃の上下動は電動と手動の併用式である。これらの武装の照準には、砲塔左側上方に搭載されたテレスコープ照準器1PN22M1が用いられた。1PN22M1にはスタジア式の測距目盛が書かれており、パッシブ式の暗視装置で夜戦能力も備えてある。
また、後部に配された兵員室には小さな銃眼（ガンポート）が設けられており、搭乗している兵士も携行している銃で発砲できる。銃眼は車体左右に4箇所ずつ、後部乗降ハッチに1箇所あり、左右最前方の2基は分隊支援火器であるPK/PKM用に台形をしており、残りの7基はAKM・AKS-74用に円形をしている。後部乗降ハッチを除き、それぞれの銃眼には発砲した際に排莢口から洩れてくる発射煙を吸引して車外に排出するための吸気装置が備えられ、排煙のためにハッチを開けて車内の気密状態を阻害することがないように配慮されている。これは、戦闘で核兵器が用いられた際に、放射能で汚染された地域でも歩兵部隊を展開できるよう、完全気密状態で戦闘が行えるように考慮されたものである。これは、世界初の歩兵戦闘車であったドイツのHS.30にはない特長であった。車体には、分隊支援火器のPKM用に7.62x54mmR弾の950発ベルトリンクが2条搭載されており、下車戦闘時にはPKMごと持ち出すことができた。
このほか、配備されたBMP-1の約3分の2には、携行式地対空ミサイルである9K32が標準装備されていた。

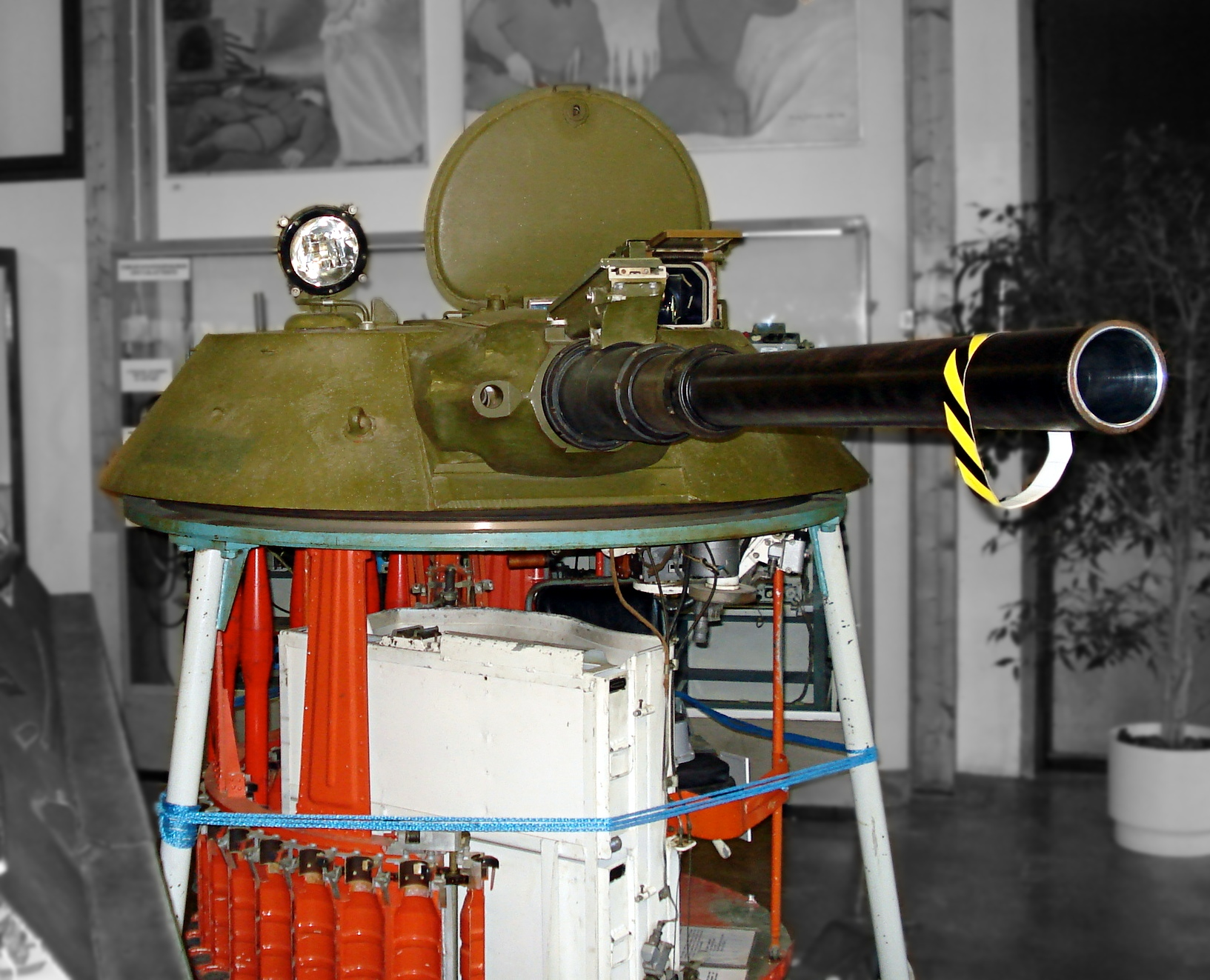
教材として用いられていたBMP-1の砲塔部。フィンランドのパロラ戦車博物館の展示品
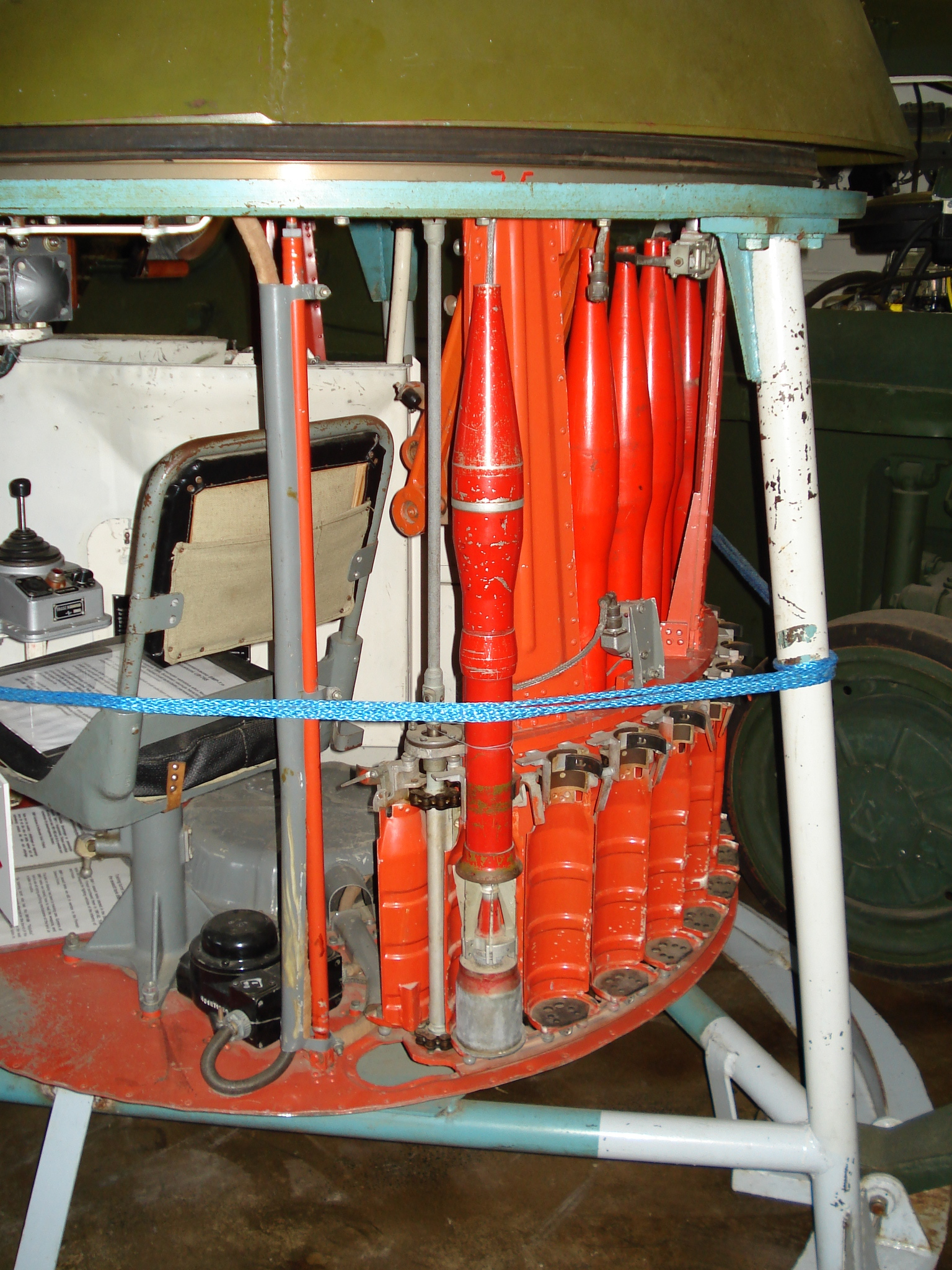
BMP-1 砲塔内部
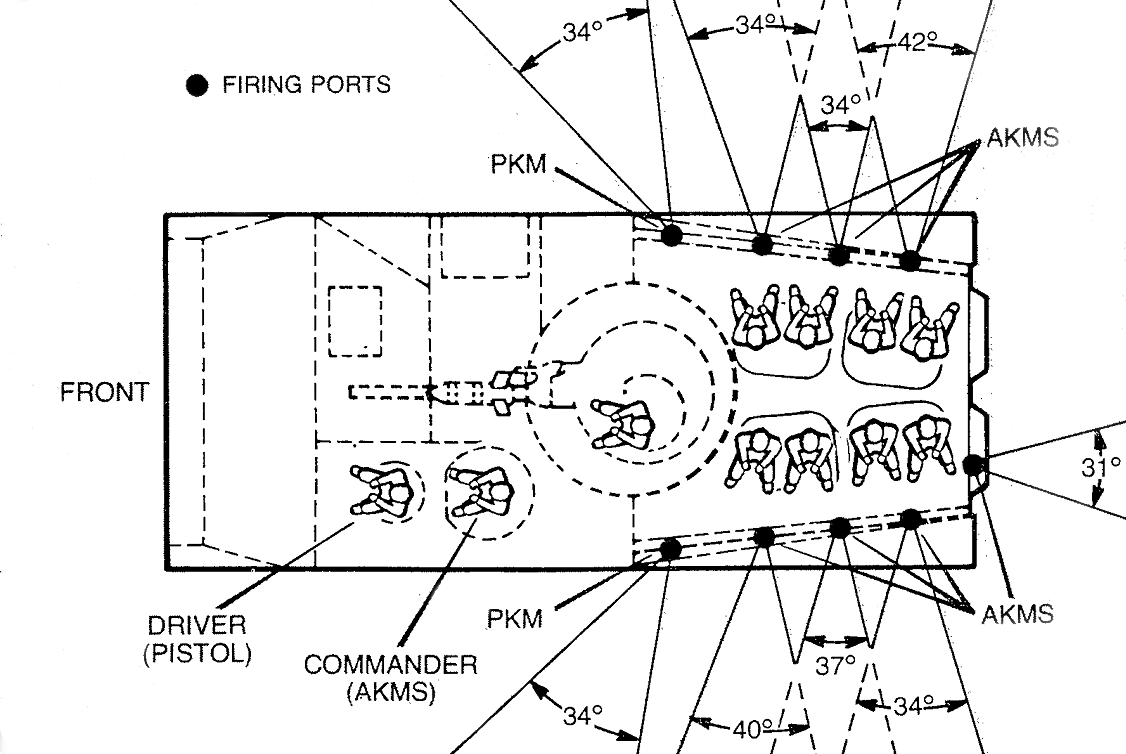
BMP-1の車内乗員配置および車内からの携行火器の射界範囲

### 車体

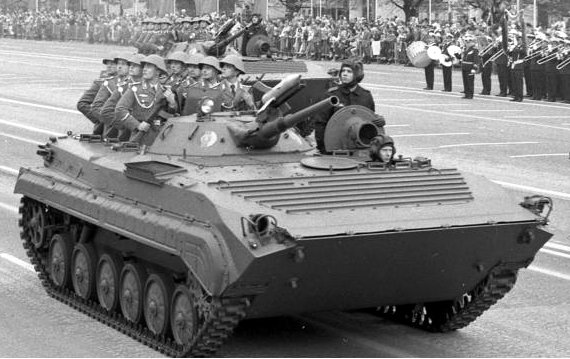
東ドイツの軍事パレードに登場したBMP-1（1988年）。8名の兵士が搭乗している。戦車兵姿で立っているのが車長

歩兵戦闘車の特徴として、歩兵が搭乗する場所を内部に確保しながら、同時に軽快な運動性能を保つ必要があるため、装甲は比較的薄く設計されるが、これは生残性の低下という弱点につながる。BMP-1ではこれに対処するため、砲塔を含めた車高を低く抑えて正面面積を減らし被弾率を下げ、また、車体前面を大きく傾斜させることで避弾経始を良好にしている。また、この舟型形状は水上航行時の安定性にも貢献している。兵員の乗降車に用いる後部ドアは副燃料タンクを兼ねており、視察窓と銃眼を備える。転輪は中空構造で、その転輪を支えるアームにも気室があり、それぞれ浮力を補う役割も果たす。
エンジンのUTD-20液冷ディーゼルエンジンは、本車のために開発された新型エンジンで、車体前部右側に配置された。その左側には操縦席があり、オートバイ形のハンドルで操縦する。動力伝達や操行機構は油圧によるバックアップが施され、操縦を容易なものにしている。
NBC防御システムが装備されている車体の場合、すべてのハッチを閉じてシステムを作動させると外気がフィルターを通って導入され、車内の気圧を外部よりも高く保つ。乗車戦闘を行うために銃眼を開けても、車内が陽圧になっているため、銃眼から汚染物質が侵入することを防止できる。
車体中央には戦闘室があり、ここに1人用の砲塔がある。その直後に後部扉に続く兵員室がある。兵員室は中央を燃料タンクと蓄電池で仕切られ、その左右に各4名分の兵員席が設けられている。
BMP-1で問題となった設計の1つに、操縦席後方にある車長席がある。この車長席には赤外線サーチライトが付属した旋回式キューポラがあったが、ペリスコープは3個のみで、しかも、右側後方の砲塔が邪魔になって全周の視界が確保されていないという重大な欠陥があった。1960年代の演習映像では戦車兵姿の士官が乗車していたが、1970年代中期以降になると、このハッチから歩兵装備の分隊長が飛び出して下車戦闘する姿が映っている。しかし、この座席は狭い通路で後ろの兵員室と繋がっており、後部扉から外に出ることもできるので、戦闘中にこのハッチから降車する必然性はない。

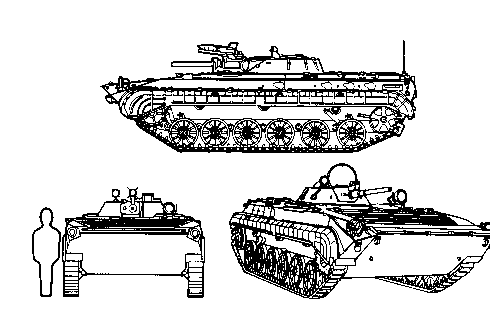
BMP-1 前/側面図
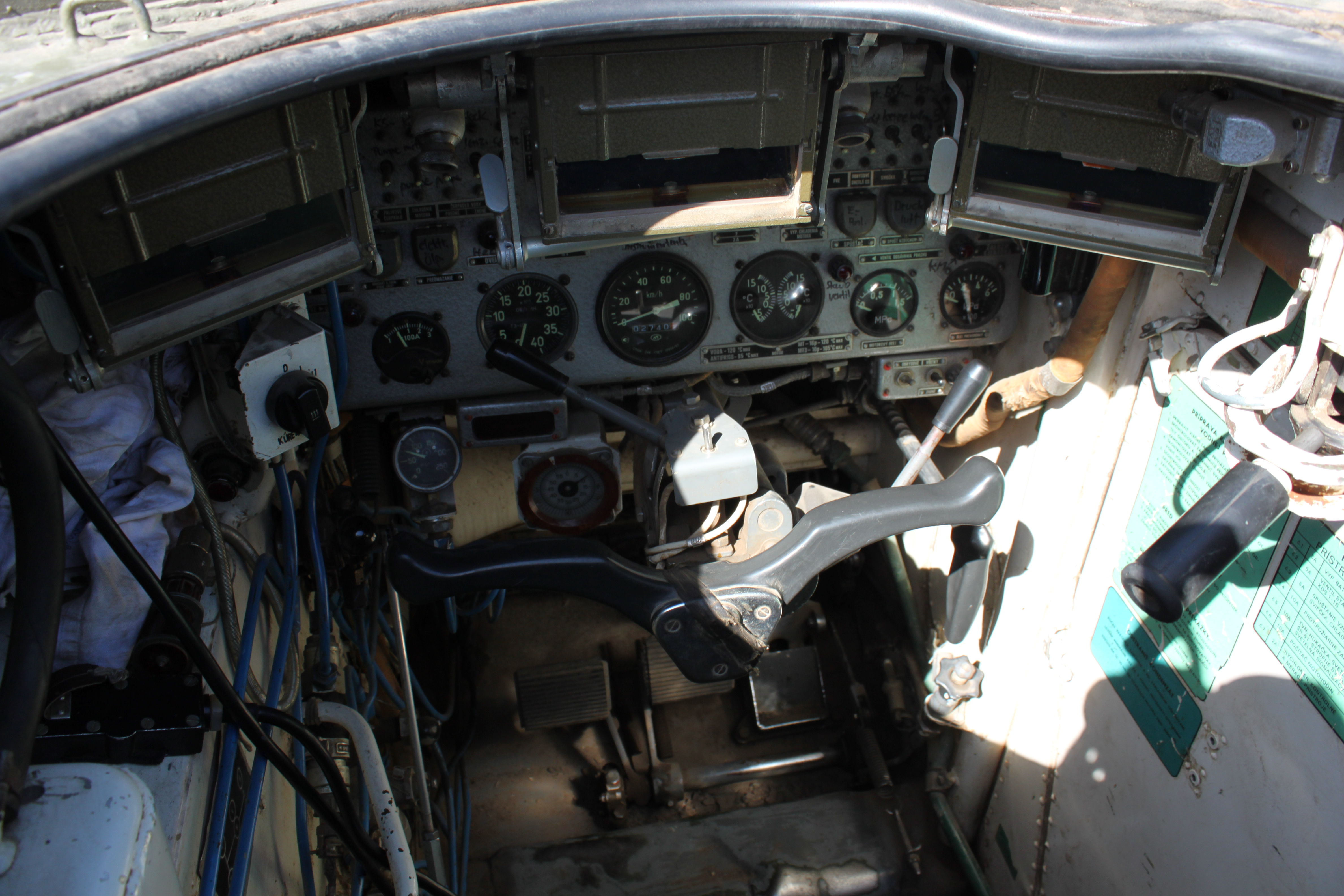
BMP-1 操縦室
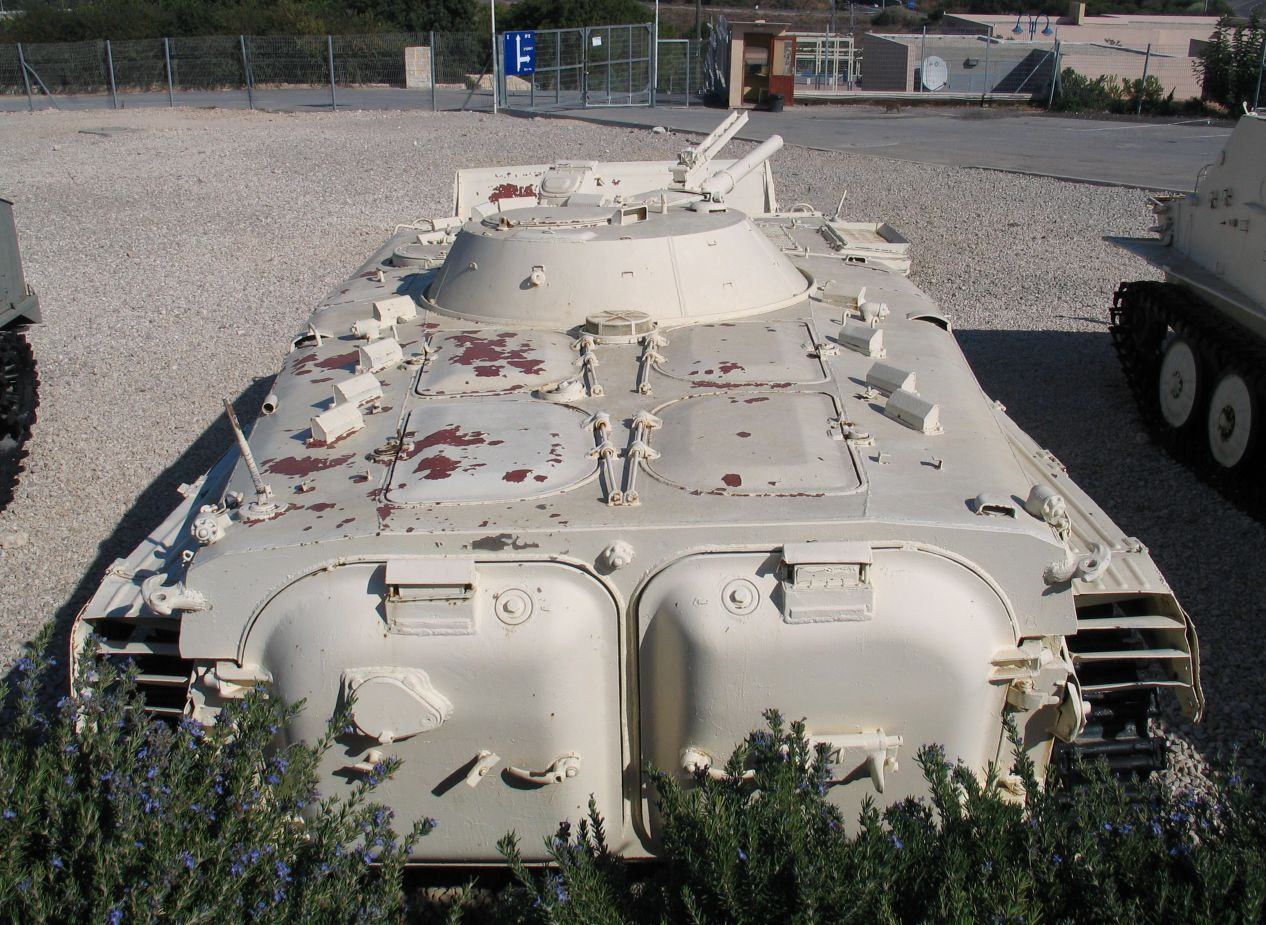
BMP-1 後方より

## 運用

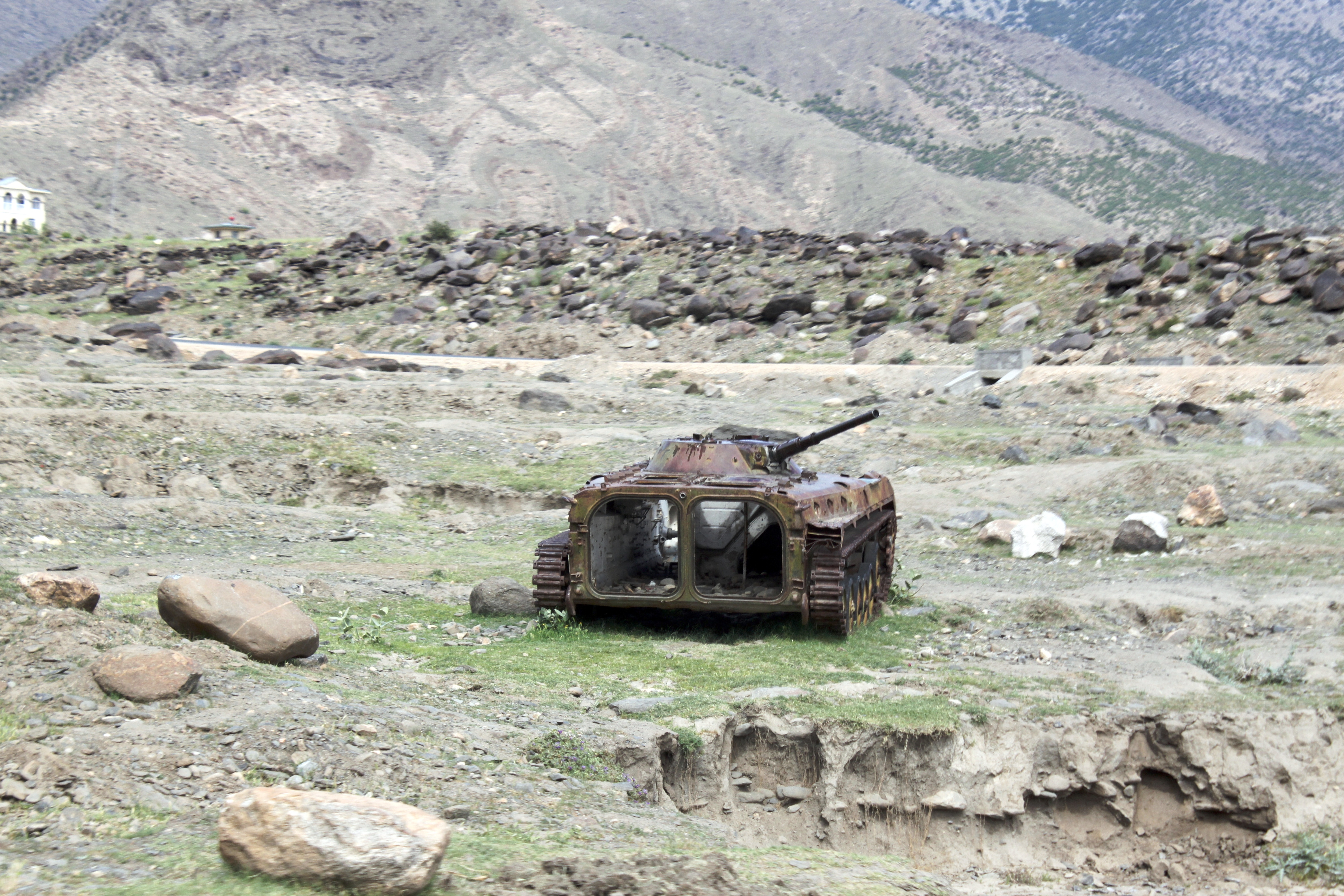
アフガニスタンで撃破され、放置されたままのBMP-1

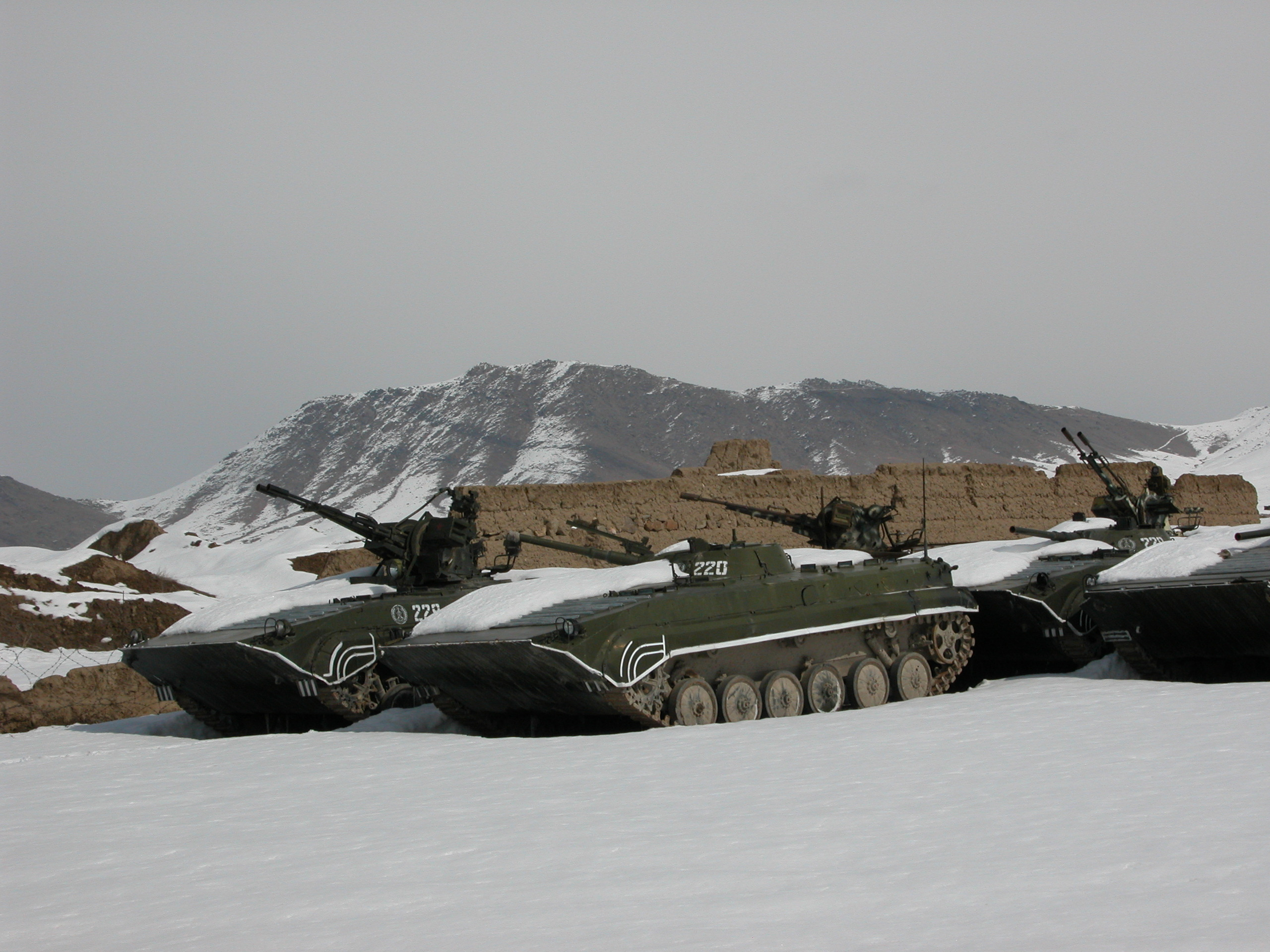
砲塔をZU-23-2に取り替えたBMP-1（奥の車両）
現在のアフガニスタン政府軍で運用されている

ソ連の新型兵器としては珍しく、翌1967年には早くも赤の広場での革命記念パレードで公開され、当初西側諸国では「M1967」、後に主砲の口径を76mmと予想して「BMP-76」と呼称した。「BMP-1」の制式名称が判明したのは1980年代になってからである。
また第四次中東戦争開戦時までにエジプト軍に230輌、シリア軍に150から170輌（うち前線への配備は100輌ほど）が引き渡され実戦参加したが、従来のソ連軍装甲戦闘車輌に比べ機構が複雑で、乗員の練度不足が原因で戦闘損失より故障による放棄車輌が多かったという。このためイスラエルが鹵獲したBMP-1は、合計100輌以上が修理により再生可能であった。
防御力においては、車体サイズのわりに重量が軽いことにより当初より疑問符がついていたが、RPGの直撃に耐えられないのはもちろん、車体上部のエンジン区画や兵員室側面の銃眼付近の装甲は、イスラエル軍やゲリラ側が使う12.7mm重機関銃や14.5mm対物ライフル程度にも貫通されることがあった。そのため、次期モデルのBMP-2を含めて該当部位にボルト止め増加装甲が取り付けた車両も多数存在する。また中東の炎天下では密閉した車内が高温となるため、常にハッチを開けたまま行動する車輌も多く、被弾時の損害をより大きくした。
主兵装の73mm低圧滑腔砲から発射される砲弾は、低速で横風の影響を受けやすいため500m以上の命中率は50%と著しく低く、最大射程1,500m程の重機関銃にアウトレンジされる始末であった。また、主砲の仰角が33°までしか取れなかったため、近距離で高所に陣取る敵には効率の良い攻撃が不可能だった。対戦車ミサイル9M14 マリュートカの再発射には、停車した状態でわざわざ砲塔から砲手が身を乗り出して飛翔体をレールに装填した上で4枚の翼を取り付ける必要があった上、9M14 マリュートカの飛翔速度は遅く、発射時には大量の噴煙を出すため、位置を露呈させることになった。こうした武装を有する低平な砲塔を操作するのは1名のみであり、砲手の負担も大きかった。こうした問題から、高角度への有効な攻撃手段を確保するために現地改造で砲塔の9M14 マリュートカ発射機をAGS-17自動擲弾発射器に取り替えたり、兵員室の屋根に2B9自動迫撃砲を装着したりして対応した。
試作車両に比べて拡大したとはいえ、全高が2mに満たない兵員室は窮屈で、長時間車内に搭乗することが苦痛であった。さらに、ベトナム戦争におけるアメリカのM113同様に、地雷により車内の歩兵に大きな損害が生じたため、実戦においては兵員は砲塔後方に跨乗して、アフガンゲリラが攻撃してきたら散開して反撃するという、本来の「装甲に守られた状態で乗車戦闘を行なう」というコンセプト自体が消えうせてしまった。
BMP-1は画期的な車両ではあったが、高価すぎてソビエト軍でも配備がままならず、従来の装甲兵員輸送車と並行して装備されることとなった。また、先述したとおり問題が続出したため、後継のBMP-2では、砲塔が車長と砲手の二人用に大型化、後部ドアの燃料タンクの廃止、対戦車ミサイルを9M14から9M113 コンクールス（「競技会」の意）（NATOコードネーム：AT-5 スパンドレル）へ換装する、などの改善が試みられたが、ヨーロッパ地域での西側陣営との機甲戦を想定して設計されたために、抜本的な見直しにはBMP-3の登場まで待つ必要があった。
BMP-1は、ソ連の友好国に対する輸出も行われ、現在でも旧ソ連諸国など、多くの国で現役である。1980年代に入ってからはソ連の友好国ではなくなったエジプトから手に入れた中国でコピー生産も行われ、中国から入手したイランでもコピー生産された。アフガニスタンにおいて本車を鹵獲したムジャーヒディーンは砲塔を撤去してZU-23-2対空機関砲を搭載した現地改造型を製作しており、ソ連軍との戦闘やソ連軍撤退後のアフガニスタン内戦において使用している。

## 派生型
大量かつ多数の国で運用されたため、ソ連だけでなく個々の運用国で多くの派生型が開発・生産されている。

### ソ連・ロシア

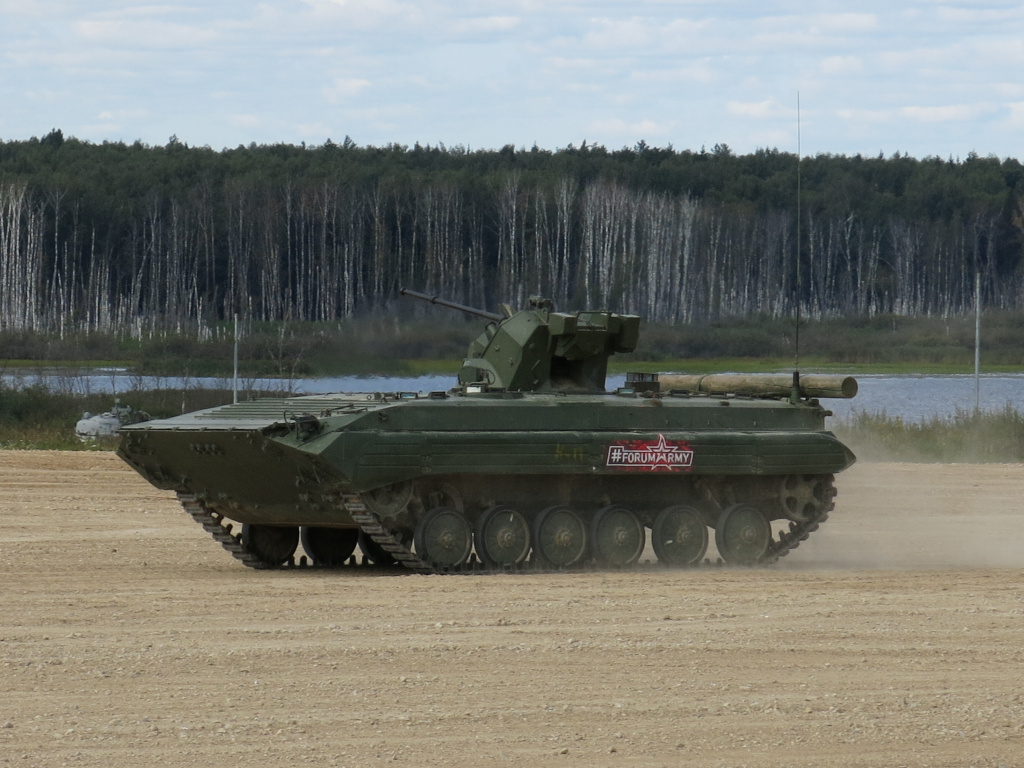
BMP-1AM

BMP-1P
搭載するミサイルを9M14 マリュートカから9M113 コンクールス（NATOコードネーム：AT-5 スパンドレル）もしくは9M111 ファゴット（NATOコードネーム：AT-4 スピゴット）に換装した型。現在でも使用されているBMP-1は、このタイプに改修されているものが多い。
BMP-1D
対戦車ミサイルの換装、およびBMP-2の増加装甲型に準じた装甲の強化を図った改修型。サイドスカートを大型のものに変更しているのが外見上の識別点。
BMP-1K
自動車化狙撃兵（機械化歩兵）連隊の移動司令部として使用される指揮官用車両。武装は通常型と同一だが、通信機器を強化し、後部兵員室には連隊長および副官など3名が乗車する。
BMP-1KSh
自動車化狙撃兵（機械化歩兵）師団の移動司令部用として使用される野戦指揮所車両。武装は、7.62mm機関銃PKTを1挺装備するのみだが、通信設備を大幅に強化しており、各種有線野戦電話や、軍用/民間用有線電信回線との接続装置も搭載している。また、伸縮式アンテナマストを装備し、車体後部には発電機を搭載している。操縦士の他、指揮官や参謀6-7名を搭乗させることが可能。「Potok（小川 の意）」の愛称で呼ばれる。
BMP-1AM Basurnanin
2018年に公開された改良型。砲塔をBTR-82Aと同じBPPU-1（БППУ-1）モジュラーウェポンシステム（2A72 30mm機関砲、PKTM 7.62mm機関銃を装備）に換装、全天候の対空照準器と統合した火器管制システム、2面式の武器スタビライザー、対戦車複合体「9K115-2 メティス-M」等を備える。コンパートメントの換装により2km内の兵士や軽装甲車、低空飛行中のヘリコプターや無人機に対処できるようになる。その他UTD-20S1エンジンとトーショナルシャフトを設置することで出力が向上し機動力が向上、水中翼の設置により浮力および水流が改善されている。メーカーによれば、2019年からロシア連邦軍に納入されているという。実際の改修コストは『“新規生産型BMP-1AM”1両分≧“改修型BMP-1AM”3両分』なので、ロシア連邦領内のクルガン機械工場にて『“廃棄済みBMP-1車両”の大量改修』が行われている。

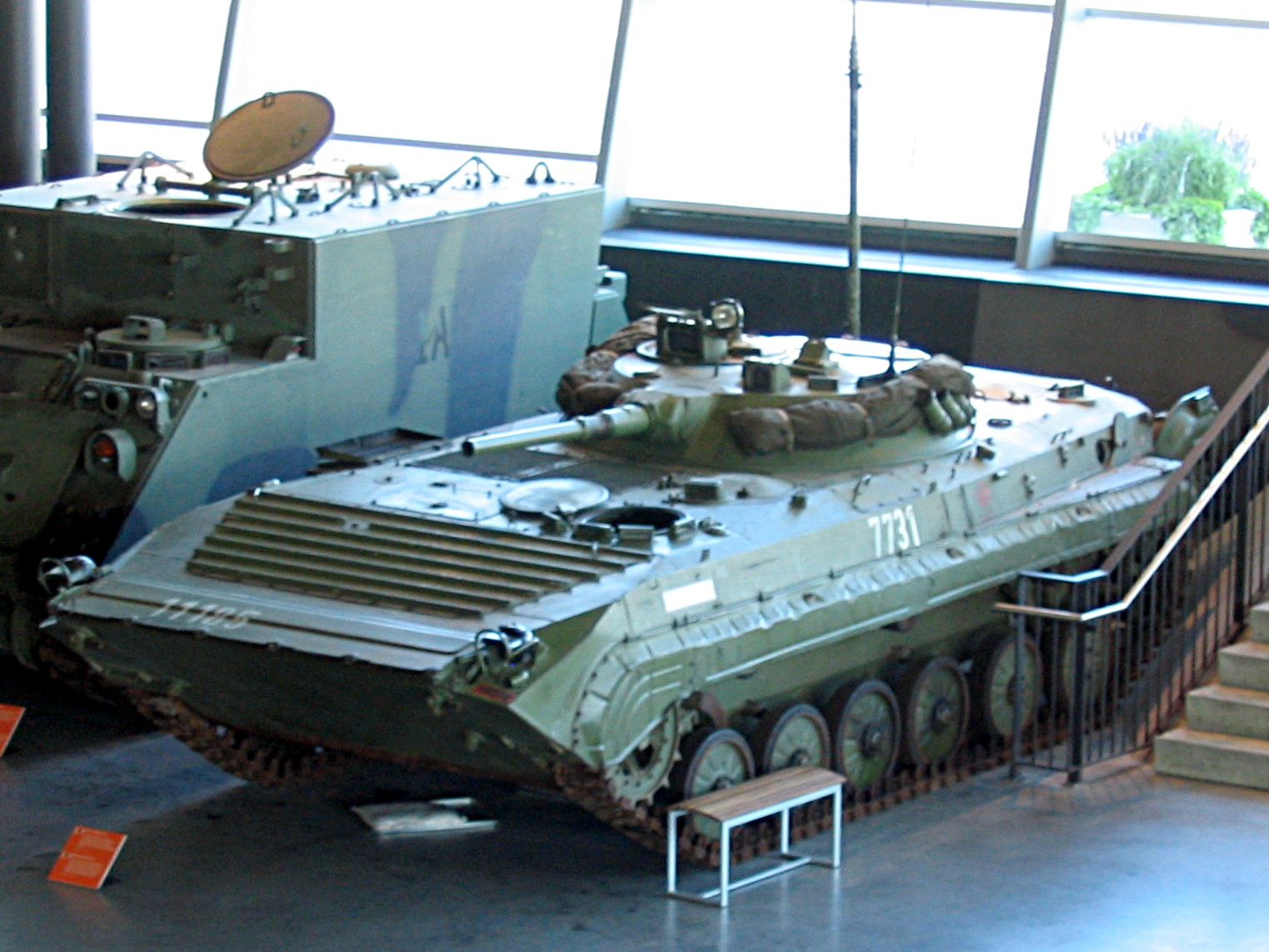
BRM-1K。カナダ戦争博物館の展示車両

BRM-1K
司令部付偵察隊用の偵察車両で、砲塔は砲手の他に偵察要員が搭乗できる大型の2名用砲塔となっている。武装は、歩兵戦闘車型と同一の73mm低圧滑腔砲2A28と7.62mm機関銃PKTを装備し、砲塔が大きくなった分狭くなった後部兵員室には2名の偵察要員が搭乗する。搭乗員は計6名。なお、この二名用大型砲塔は、BMP-2の砲塔の原型となった。
PRP-3（オブイェークト767）
「ヴァル（堡塁 の意）」の愛称で呼ばれる砲兵/偵察部隊用観測車両で、ソビエト（ロシア）軍での分類名称は「機動戦場観測システム搭載車」。BRM-1Kと同じ大型砲塔に各種光学精密観測機器と方位指示機を搭載し、弾道探知レーダーを砲塔後部に搭載している。武装は、7.62mm機関銃PKTのみを装備し、73mm低圧砲2A28は撤去している。
PRP-4/PRP-4M
PRP-3の搭載機器をより能力の高いものに換装した型。PRP-4Mはレーザー測遠機と熱線暗視機能付き光学精密観測機器を搭載して更に能力を向上させたものである。
RTV
野戦工作車型。各種整備機材を搭載。

### ウクライナ

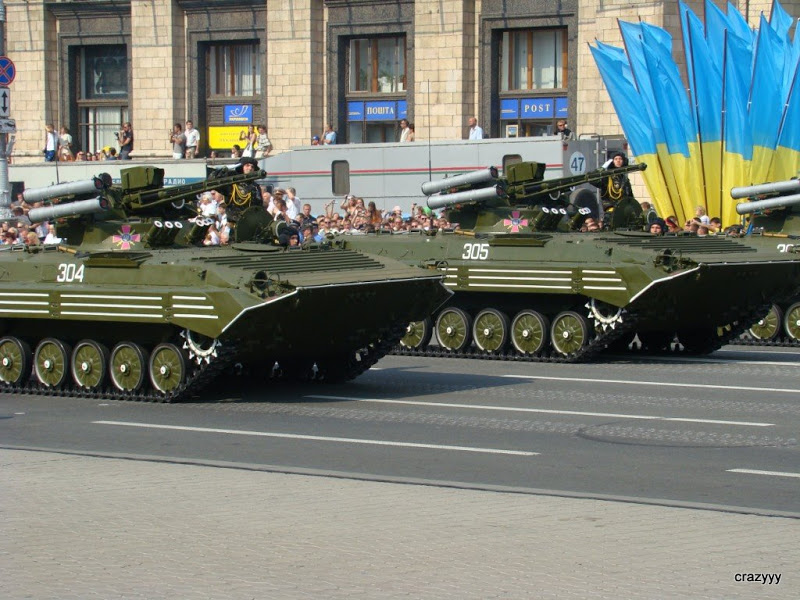
ウクライナ軍のBMP-1U

BMP-1U
ウクライナ製の近代化改修型。砲塔をシュクバルRWSに換装。
BRDM-2ARV
ウクライナのハリコフ機関車工場が開発した装甲回収車両。砲塔を撤去した上に1.5トンジブ・クレーン、6.5トンウインチ、VG-7500溶接機などの修理・回収機器を有し、1.5トン分の積載スペースを持つ。

### ハンガリー
2B9M（BMP-1ベース型）
ハンガリー軍の自走迫撃砲。調達の動きに合わせて開発された。後部兵員室を拡張した上にシャッターを備え、2B9 82mm自動迫撃砲を装備する。

### ルーマニア
MLI-84
ルーマニアにおけるBMP-1のライセンス生産版装備。エンジンがルーマニア産に交換されている。

### ポーランド
BWP-1

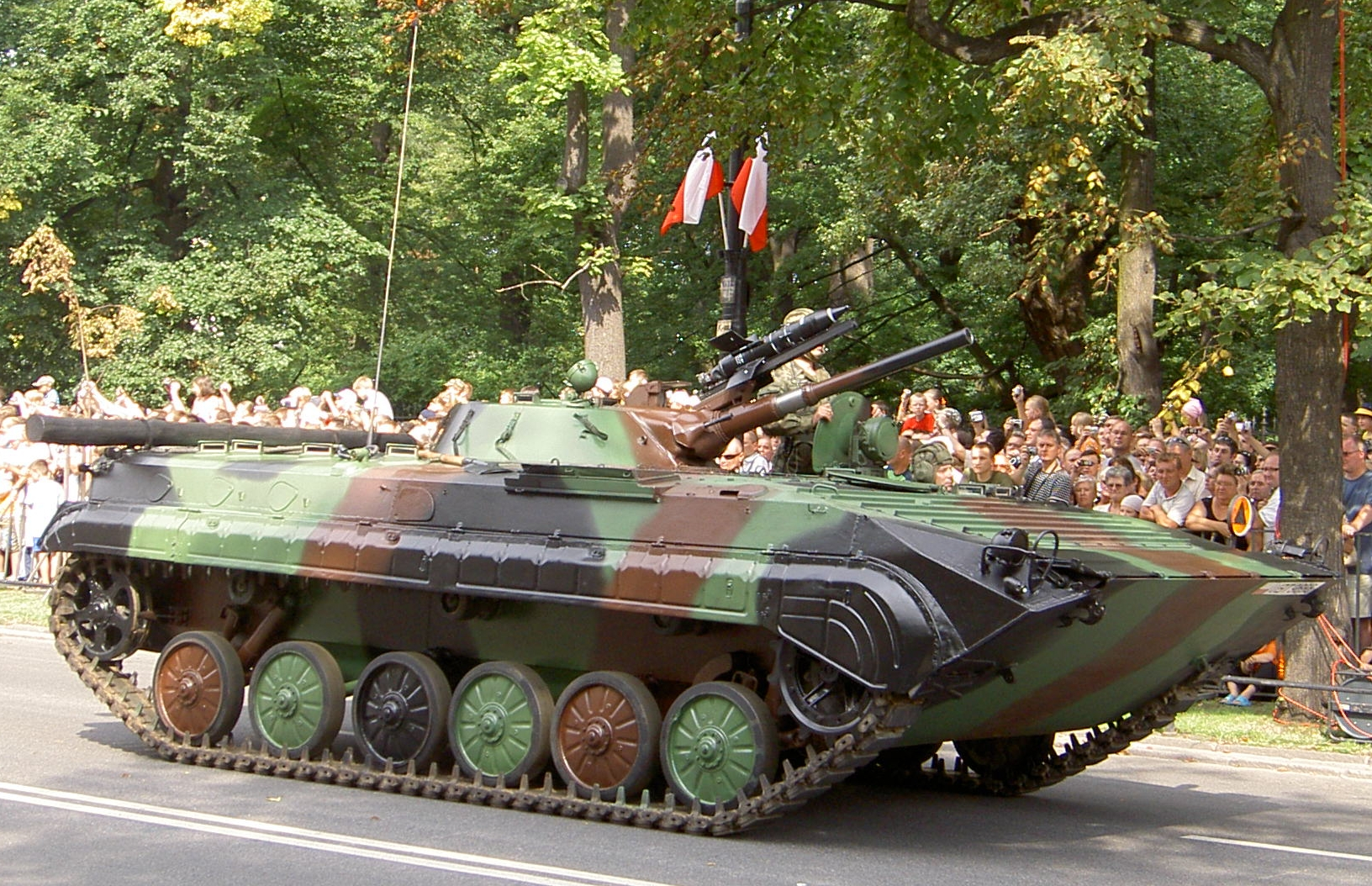
ポーランド陸軍のBWP-1

ポーランド軍での名称。基本的には原型のBMP-1と同仕様だが、近年ではBMP-1Pに準じた改修が行われた他、発煙弾発射機が追加されている。

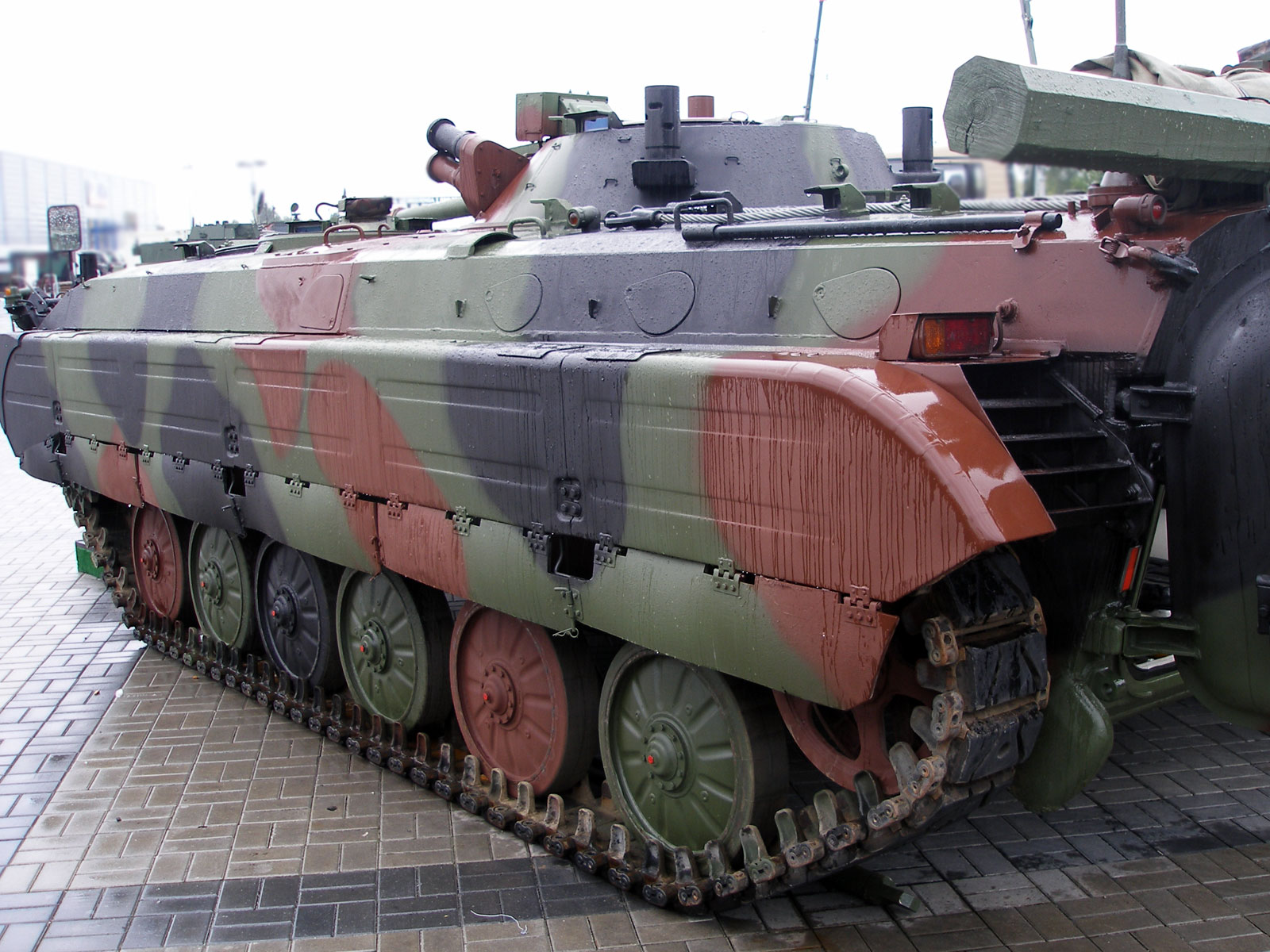
BWP-1M

BWP-1M Puma
BMP-1Dに準じた近代化改修型。対戦車ミサイルの換装、増加装甲の装着などの改修が図られている。
この他、近年ポーランドでは40mm機関砲装備の新型砲塔に換装したBWP-40、新設計の車体上部に新型砲塔を搭載した発展型であるBWP-2000など、独自の改良型がいくつか試作・計画されている。

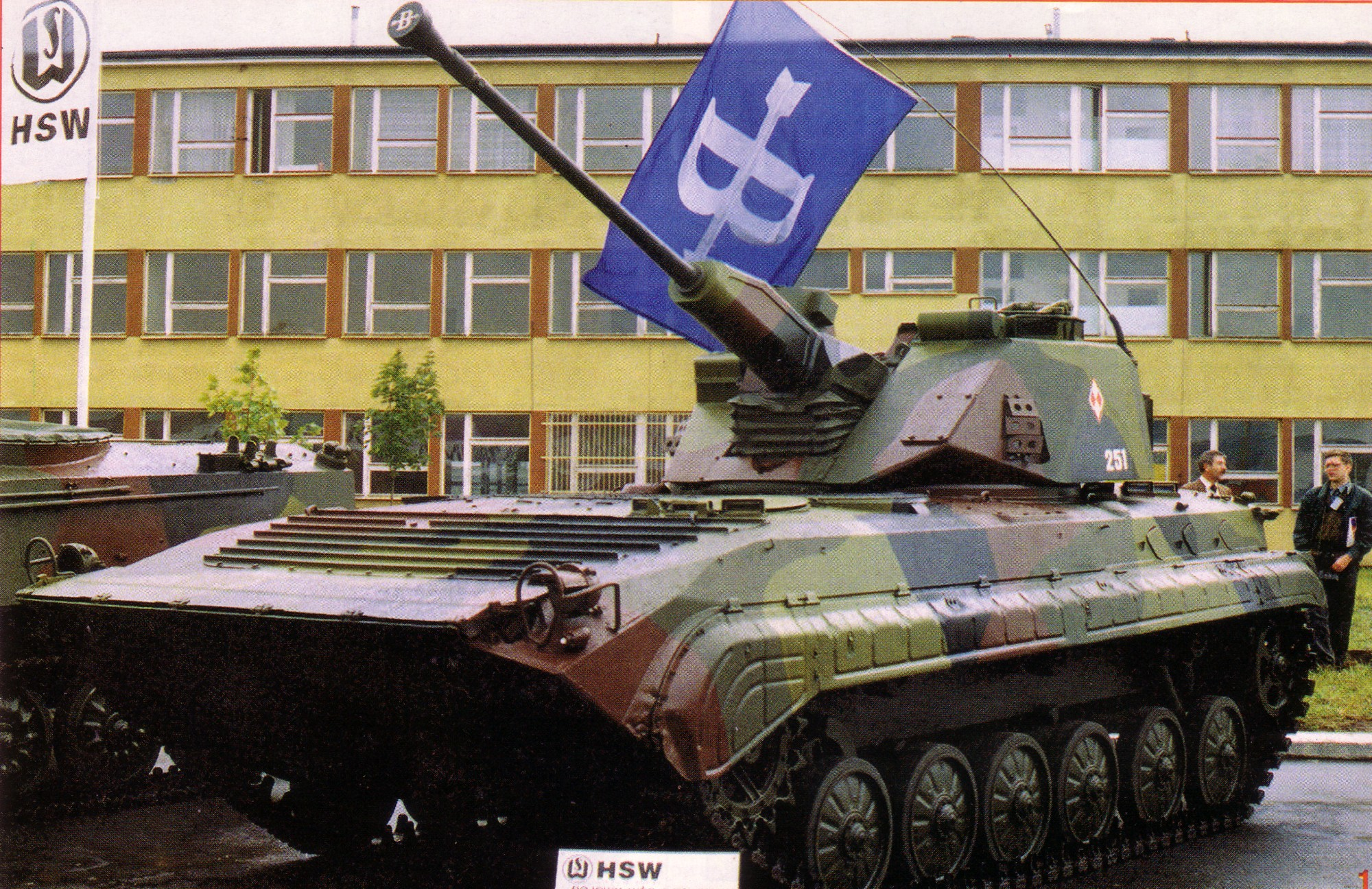
BWP-40

### チェコ

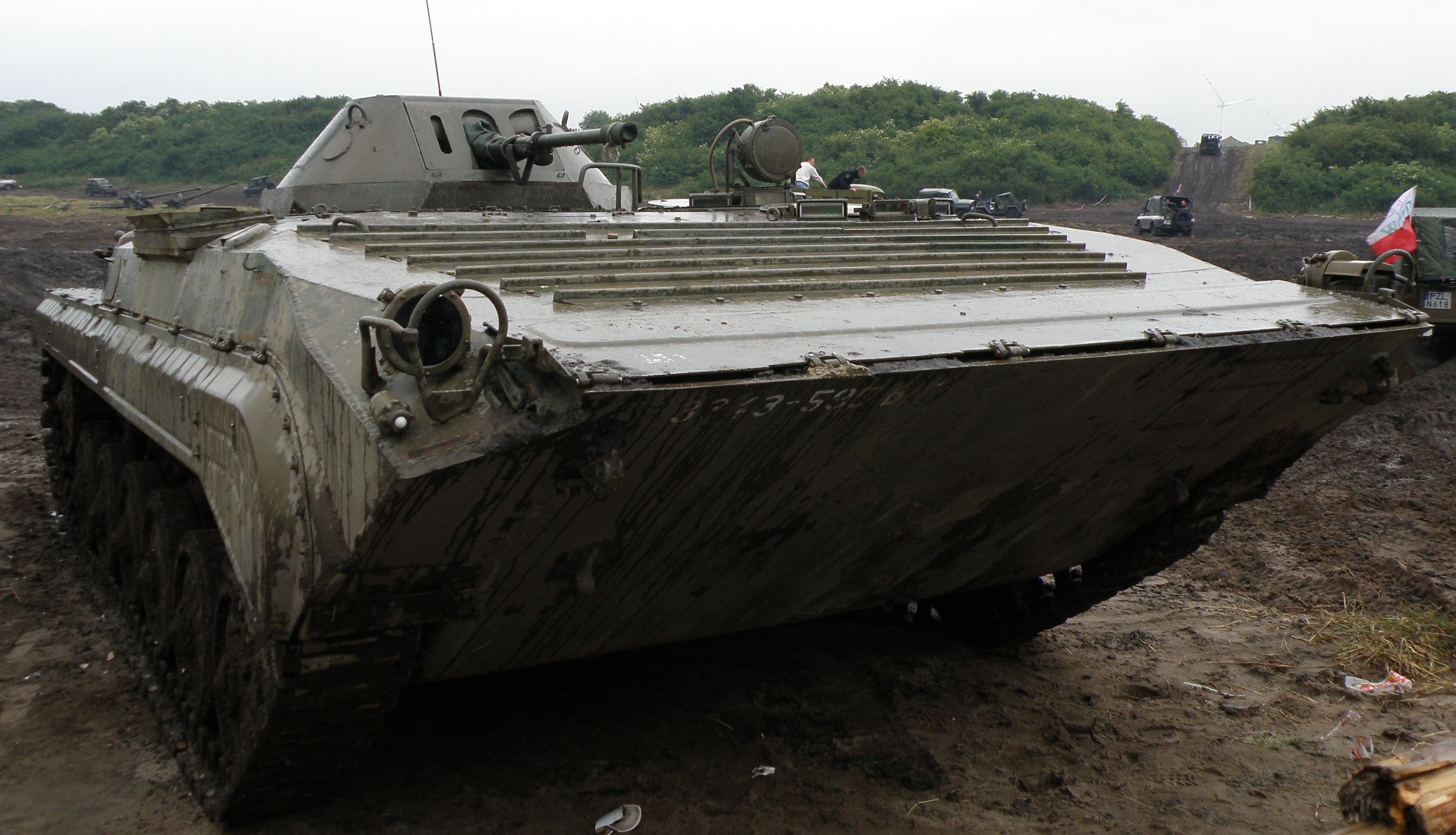
OT-90
チェコのVOP026工場による装甲兵員輸送車型。ヨーロッパ通常戦力条約に対応するための策で、砲塔をOT-64装輪装甲車のKPVT重機関銃装備の砲塔に交換。
OT-R5
VOP026工場が開発したコマンドポスト車両。車体後部を大型化し、通信能力を強化。
DTP-90M
OT-R5に1トンクレーン、溶接・牽引機材を装備した野戦工作車両。

### スロバキア
BMP-SVO
スロバキア製の地雷処理車両。兵員室に24連装の爆薬発射機を装備し、100mx5mの範囲を啓開することが可能。
AMB-S
スロバキアのポドポリャンスケ・ストラヤルネ・デトバ社が開発した装甲救急車。後部車体を拡張した上で、担架4台と負傷兵9名を収容可。

### 中華人民共和国

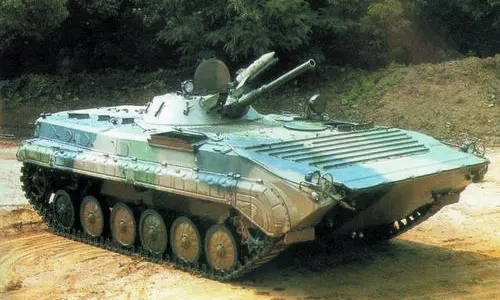
86式歩兵戦闘車 外見はBMP-1と同一

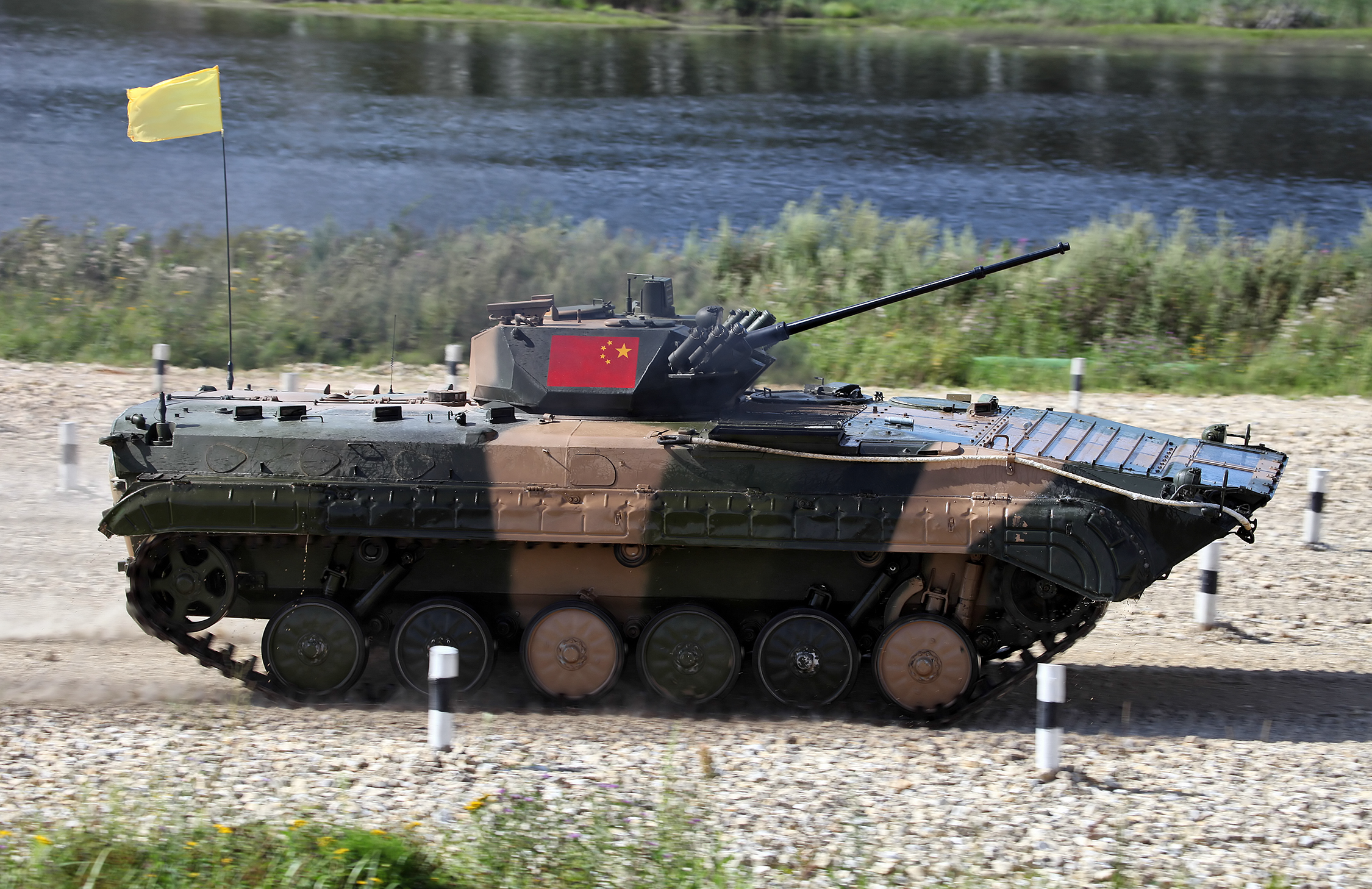
86G式歩兵戦闘車

86式歩兵戦闘車（WZ-501／ZBD-86）
中国北方工業公司によるBMP-1のコピー車両。原型は1980年代にエジプトから入手した。対戦車ミサイルも9M14 マリュートカ（AT-3 サガー）のコピーであるHJ-73 紅箭73を装備する。海軍陸戦隊でも使用され、海軍陸戦隊向けの車両はトリムベーンが大型化されている。
WZ-501A
BMP-2に倣って開発された改良型。WZ-501の砲塔を25mm機関砲装備の砲塔に換装した。
86B式歩兵戦闘車（ZBD-86B）
海軍陸戦隊向けに開発された水陸両用装甲兵員輸送車。86式の水上航行性を改善した型で、車体後部に船外発動機を増設し、車体の前後に大型のフロートを増着して車体のアウトラインを舟型とし、フェンダーを大型化、延長された給排気筒を装着するなどの改良が行われている。水上航行時の速力は12km/h。
86G式歩兵戦闘車（ZBD-86G）
30mm機関砲とHJ-73対戦車ミサイル、発煙弾発射機を搭載した新型砲塔（GCTWM）のテスト車両。その後制式化されて本格的に量産化され、既存の86式歩兵戦闘車も順次砲塔をGCTWM砲塔に換装している。車体重量は14.8tに増加し、車体後部には86B式歩兵戦闘車と同じく外装式の船外発動機を搭載して高速水上航行が可能。
WZ-503
WZ-501を基にした装甲兵員輸送車型。砲塔を撤去して12.7mm重機関銃を装備し、車体高を高くした上で乗降ドアを大型化している。
WZ-504
HJ-73対戦車ミサイルの4連装発射機を装備した戦車駆逐車型。試作のみで本格量産はされていない。
NFV-1
1980年代に米国FMS社との共同開発した輸出市場向けの新型車両。試作のみで本格量産はされなかった。
この他、野戦指揮車型や装甲救急車型など、WZ-501/WZ-503を基にした多数の派生型が試作されている。

### BMP-1砲塔換装案
LAV-25やCV90と同型の砲塔と換装する案、ユナイテッド・ディフェンス社製の25mm機関砲搭載砲塔、イタリアのOTOブレーダ製60mm砲搭載砲塔、25mm機関砲を搭載したTC25砲塔、ポーランドのタルナウ社製砲塔（23mm機関砲と対空ミサイルを装備）やポーランド製の23mm機関砲・72mm無反動砲装備砲塔などの砲塔換装案がある。

## 運用国
- アブハジア[14]
- アフガニスタン - 120輛
- アルバニア - 17輛以上。1995年に、東ドイツの保有分を取得。
- アルジェリア - 700輛
- アンゴラ - 55輛
- アゼルバイジャン - 2024年時点で、アゼルバイジャン陸軍が60両のBMP-1と7両のBRM-1Kを保有[15]。
- ベラルーシ - 109輛[16]
- ブルガリア - 2024年時点で、ブルガリア陸軍が90両のBMP-1を保有[17]。
- カンボジア - 10輛
- キューバ - 400輛
- チェコ - 「BVP-1」の名称で370輛を使用。一部の車両は砲塔を機関銃塔に換装したOT-90に改造されている。
- コンゴ民主共和国 - 20輛
- エジプト - 2024年時点で、エジプト陸軍が300両のBMP-1を保有[18]。
- エチオピア - 50輛
- フィンランド - 163輛。東ドイツより取得。逐次退役の見込み。
- ジョージア - 2024年時点で、ジョージア陸軍が25両のBMP-1と1両のBRM-1Kを保有[19]。
- ギリシャ - 500輛
- ハンガリー - 502輛
- インド - 700輛
- イラン - 約210輛。2005年の時点。2002年に350輛、1995年に300輛、1990年に150輛以上[20]。
- イラク - 800輛
- カザフスタン - 208輛
- キルギス - 2023年時点で、キルギス陸軍が230輛を保有[21]。
- リビア - 740輛
- モンゴル - 400輛
- モロッコ - 50輛
- モザンビーク - 40輛
- ミャンマー - 少数
- 北朝鮮 - 200輛
- ポーランド - 「BWP-1」の名称で使用。BWP-1 1,321輛。うちBWP-1S 16輛、BWP-1K 22輛[22]。
- ロシア - ロシア連邦軍およびロシア国家親衛隊(旧ロシア国内軍)に1,000輛が残存。2018年より近代化を開始する予定[6]。
- スロバキア - 「BVP-1」の名称で383輛を使用。
- スリランカ - 12輛
- スーダン - 24輛
- スウェーデン - 350輛。東ドイツ車輛をドイツより購入し、Pbv 501として制式化[1]。既に退役。
- シリア - 2,250輛
- タジキスタン - 2023年時点で、タジキスタン陸軍が8輌を保有[23][24]。
- トルクメニスタン - 2024年時点で、トルクメニスタン陸軍が600両のBMP-1/BMP-1M、4両のBMP-1UMを保有[25]。
- ウクライナ - 1,008輛[26]尚、2022年ロシアのウクライナ侵攻に伴いギリシャから40輛、ポーランドから40輛、チェコから45輛、スロバキアから30輛提供されている。
- ウルグアイ - 2024年時点で、ウルグアイ陸軍が18両のBMP-1を保有[27]。
- ウズベキスタン - 180輛
- ベトナム - 300輛
- 中国 -コピー生産である86式歩兵戦闘車を運用中

過去に配備していた国家
- チェコスロバキア - 「BVP-1」の名称で使用。ライセンス生産も行われた。1993年にチェコスロバキアがチェコとスロバキアに分離した後はそれぞれの国で引き続き使用されている。
- 東ドイツ - 530輛以上。後継国に引き継がれた。
- ソビエト連邦 - 後継国に引き継がれた。
- 西ドイツ/ ドイツ - 530輛以上を東ドイツ陸軍より獲得。全てが解体か、他国へ売却された。

## 登場作品

### 映画
『FUTURE WAR 198X年』
東西ドイツ国境での戦車戦に登場。9M14 マリュートカで、西側の戦車隊を撃破する。
『エネミー・ライン』
セルビア人武装勢力の車両として登場し、ボスニア国内で孤立する主人公を追撃する。撮影に使用されているのは実物である。
『オーガストウォーズ』

### ゲーム
『Operation Flashpoint: Cold War Crisis』
ソ連軍陣営で使用可能な歩兵戦闘車として登場する。レジスタンス陣営でも鹵獲した車両を使用可能。
『Project Reality（BF2）』
チェチェン解放軍・自由シリア軍の兵器として登場。また、中華人民解放軍の兵器として、86式歩兵戦闘車（WZ-501／ZBD-86）が登場する。
『大戦略シリーズ』
旧東側諸国の装備として登場。
『マーセナリーズ』
北朝鮮反乱軍が使用する歩兵戦闘車として「BMP APC」の名称で登場する。ロシアン・マフィアのSHOPからも購入可能。
『WarThunder』
ソ連陸軍ツリーのランクVIに軽戦車として登場。

### 小説
『日中尖閣戦争』
中国海軍の揚陸艦に搭載され、88式戦車および99式戦車と共に86式歩兵戦闘車が台湾に上陸する。
『半島有事』
朝鮮人民軍所属車両が登場。